# العلاقات المكسيكية اللوكسمبورغية
العلاقات المكسيكية اللوكسمبورغية هي العلاقات الثنائية التي تجمع بين المكسيك ولوكسمبورغ.

## مقارنة بين البلدين
هذه مقارنة عامة ومرجعية للدولتين:
| وجه المقارنة                                              | المكسيك                                                                               | لوكسمبورغ                                                     |
| --------------------------------------------------------- | ------------------------------------------------------------------------------------- | ------------------------------------------------------------- |
| المساحة (كم2)                                             | 1.97 مليون                                                                            | 2.59 ألف                                                      |
| عدد السكان (نسمة)                                         | 130.53 مليون                                                                          | 599.45 ألف                                                    |
| الكثافة السكانية (ن./كم²)                                 | 66.26                                                                                 | 231.45                                                        |
| العاصمة                                                   | مدينة مكسيكو                                                                          | لوكسمبورغ                                                     |
| اللغة الرسمية                                             | اللغة الإسبانية                                                                       | اللغة اللوكسمبورغية، لغة فرنسية، اللغة الألمانية              |
| العملة                                                    | بيزو مكسيكي                                                                           | يورو، فرنك لوكسمبورغ                                          |
| الناتج المحلي الإجمالي (بليون دولار)                      | 1.15 تريليون                                                                          | 62.40 مليار                                                   |
| الناتج المحلي الإجمالي (تعادل القوة الشرائية) بليون دولار | 2.16 تريليون                                                                          | 58.13 مليار                                                   |
| الناتج المحلي الإجمالي الاسمي للفرد دولار أمريكي          | 9.01 ألف                                                                              | 101.45 ألف                                                    |
| الناتج المحلي الإجمالي للفرد دولار أمريكي                 | 17.32 ألف                                                                             | 101.93 ألف                                                    |
| مؤشر التنمية البشرية                                      | 0.756                                                                                 | 0.892                                                         |
| رمز المكالمات الدولي                                      | +52                                                                                   | +352                                                          |
| رمز الإنترنت                                              | .mx                                                                                   | .lu                                                           |
| المنطقة الزمنية                                           | منطقة زمنية وسطى، المنطقة الزمنية الجبلية، زمن منطقة المحيط الهادئ، منطقة زمنية شرقية | توقيت وسط أوروبا، ت ع م+01:00، ت ع م+02:00، أوروبا/لوكسمبورج ‏ |

## منظمات دولية مشتركة
يشترك البلدان في عضوية مجموعة من المنظمات الدولية، منها:
| علم المنظمة | اسم المنظمة                        | تاريخ انضمام المكسيك | تاريخ انضمام لوكسمبورغ |
| ----------- | ---------------------------------- | -------------------- | ---------------------- |
|             | مؤسسة التنمية الدولية              | 24 أبريل 1961        | 4 يونيو 1964           |
|             | يونسكو                             | 4 نوفمبر 1946        | 27 أكتوبر 1947         |
|             | وكالة ضمان الاستثمار متعدد الأطراف | 1 يوليو 2009         | 29 أغسطس 1991          |
|             | منظمة التعاون الاقتصادي والتنمية   | ?                    | ?                      |
|             | الأمم المتحدة                      | 7 نوفمبر 1945        | 24 أكتوبر 1945         |
|             | الفريق المعني برصد الأرض           | ?                    | ?                      |
|             | الاتحاد البريدي العالمي            | ?                    | ?                      |
|             | البنك الدولي للإنشاء والتعمير      | 31 ديسمبر 1945       | 27 ديسمبر 1945         |
|             | الاتحاد الدولي للاتصالات           | 1 يوليو 1908         | 2 مارس 1866            |
|             | منظمة حظر الأسلحة الكيميائية       | ?                    | ?                      |
|             | مؤسسة التمويل الدولية              | 20 يوليو 1956        | 4 أكتوبر 1956          |
|             | مجموعة أستراليا                    | 2013                 | 1985                   |
|             | منظمة التجارة العالمية             | 1995                 | ?                      |
|             | مجموعة الموردين النوويين           | ?                    | ?                      |
|             | منظمة الشرطة الجنائية الدولية      | ?                    | ?                      |

## وصلات خارجية
- موقع وزارة الخارجية المكسيكية
- موقع وزارة الخارجية اللوكسمبورغية